# Società Sportiva Calcio Napoli
A Società Sportiva Calcio Napoli, ou simplesmente Napoli, é um clube de futebol italiano, sediado na cidade de Nápoles, na região da Campania, no sul da Itália, fundado em 1 de agosto de 1926.
O seu uniforme é camisa azul, calção branco e meias azuis. Seu estádio é o Estádio Diego Armando Maradona, antes chamado San Paolo, com capacidade para 54.726 torcedores.
Entre os seus títulos mais importantes, a Napoli detém quatro conquistas do Campeonato Italiano, seis da Copa da Itália, duas da Supercopa da Itália e uma da UEFA Europa League.
Seus rivais são a Lazio, Roma, Juventus, Palermo,    e a Unione Sportiva Salernitana 1919, sendo esta rivalidade, por conta da tradição, conhecida como o Derby della Campania. 

## História

### Início
O futebol chegou a cidade de Nápoles no início do século XX, por marinheiros.
Em 1904, um inglês chamado William Poths, juntamente com alguns de seus amigos, decidiu fundar um clube na cidade de Nápoles. Assim nasceu o Naples Foot-Ball & Cricket Club. Dois anos depois, o Cricket Club foi retirado do nome, que ficou sendo apenas Naples Foot-Ball Club.
Em 1912, o segundo clube da cidade foi fundado. Assim, surgiu o US Internazionale Napoli, e logo criou-se uma rivalidade entre esta instituição e a primeira a aparecer em Nápoles. Mas essa história de antagonismo não iria durar.
Em 1922, pressionados por problemas financeiros, o Naples Foot-Ball Club e seu rival fundiram-se em apenas um clube, chamado Foot-Ball Club Internazionale-Naples, apelidado de FBC Internaples.
Em 1926, ocorreria mais uma mudança de nome. A diretoria do novo clube decidiu alterar a identidade da instituição novamente. Assim, o Napoli tornou-se a Associazione Calcio Napoli.
Em 1927, a equipe teve um desempenho terrível no Campeonato Italiano, terminando nas últimas colocações. Nos anos seguintes, o Napoli melhorou, e teve boas campanhas nos primeiros anos da competição por pontos corridos, que começou em 1929.

### O rebaixamento
O Napoli teve uma serie de resultados razoáveis, incluindo duas terceiras colocações, até 1936/37, quando fugiu por pouco do rebaixamento. Em 1939/1940, a história se repetiu, mas o clube conseguiu permanecer na Serie A. Na temporada 1941/1942, a equipe finalmente caiu para a Serie B.
Então, as competições foram paralisadas devido à Segunda Guerra Mundial. Na temporada 1945/1946, o Napoli já conseguiu o acesso à Serie A. Porém, o clube só ficaria mais uma temporada na primeira divisão, caindo novamente para a segunda divisão italiana. Na temporada 1948/1949, a equipe venceu a Serie B e voltou à elite.

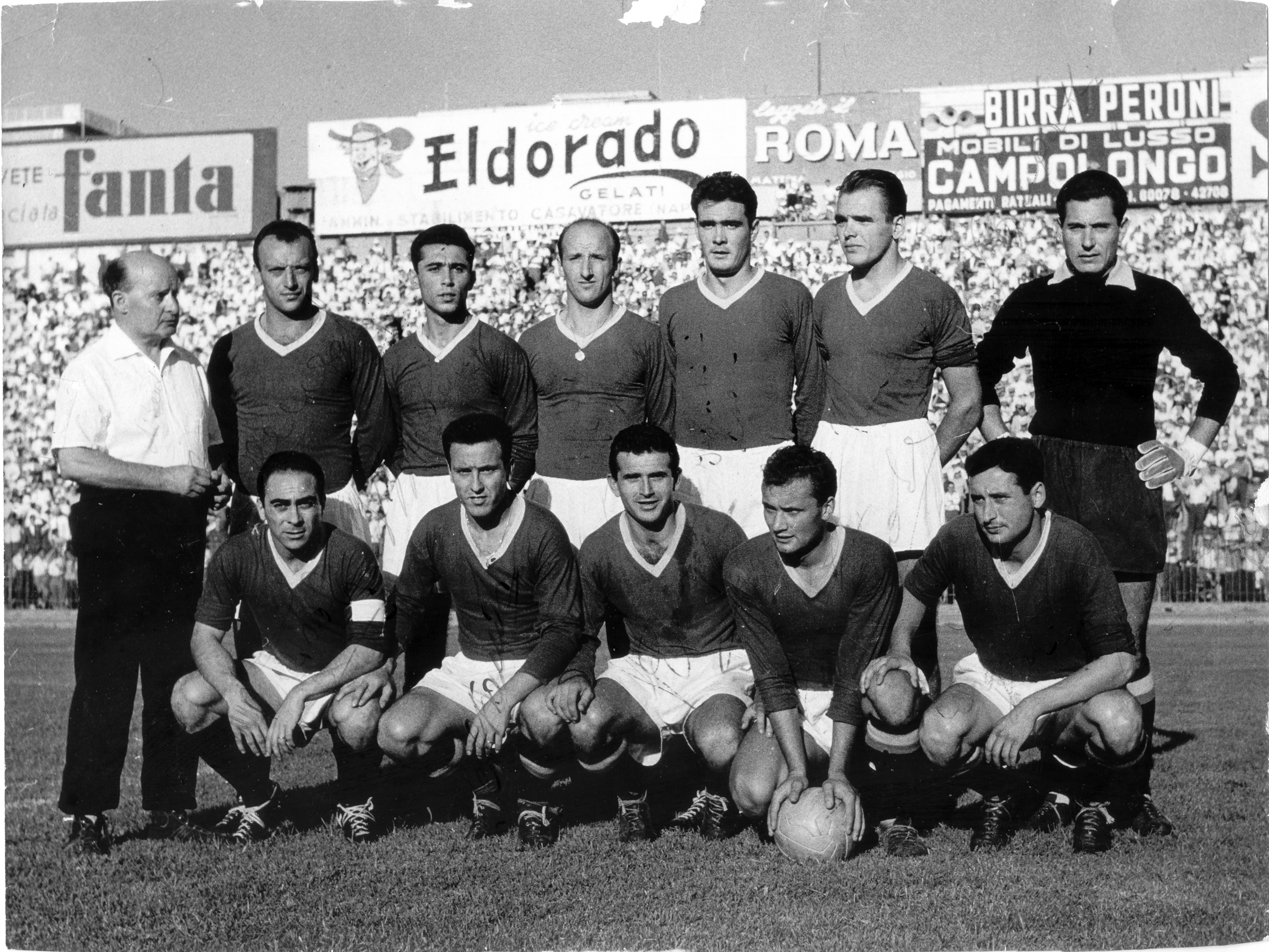
O Napoli da Temporada 1956-57

A partir daí, o Napoli teve bons e maus resultados na década de 1950, o melhor sendo um quarto lugar em 1957/1958. Apesar de mais um rebaixamento e outra volta no início da década de 1960, foi nesta época que o Napoli conquistou seu primeiro título de expressão.
Na temporada 1961/1962, o clube conquistou a Copa da Itália depois de uma vitória por 2 a 1 sobre o Spal. A equipe disputava a segunda divisão e foi a primeira de uma série inferior do Campeonato Italiano a ganhar a competição.
Em 25 de junho de 1964, o nome do Napoli mudou mais uma vez, desta vez para Società Sportiva Calcio Napoli. Esta foi uma boa época para a equipe napolitana, que colecionou bons resultados. na temporada 1965/1966, terminou a Serie A em terceiro lugar. No fim da década de 1960, em 1968/1969, o time foi vice-campeão, atrás apenas do Milan.
Na temporada 1974/[1975, o Napoli realizou sua melhor campanha até então. A equipe foi vice-campeã pela segunda vez na história, apenas dois pontos atrás da Juventus de Turim, primeira colocada. Um ano depois, venceu a sua segunda Copa da Itália, derrotando Fiorentina e Milan no caminho para o sucesso.

### Década vitoriosa

Time do Napoli na primeira partida da final da Copa da UEFA de 1988–89

A década de 1980 foi a mais vitoriosa da história do clube. Em grande parte, isso se deve à contratação do maior craque do futebol argentino até hoje, Diego Maradona, em 1984. Aos poucos, a equipe foi se ajeitando, conseguiu um oitavo e um terceiro lugar, respectivamente, nas temporadas 1984/1985 e 1985/1986.
Na temporada seguinte, a glória. Sob o comando do craque argentino, o Nápoles ganharia seu primeiro scudetto. No mesmo ano, o clube napolitano ainda venceu sua terceira Copa da Itália, derrotando o Atalanta por 4 a 0 na final. Na temporada 1987/1988, o Napoli foi eliminado na primeira fase da Liga dos Campeões da Europa pelo Real Madrid.
Na temporada 1988/1989, a equipa do sul da Itália jogou a Copa da Uefa. O clube chegou à final da competição e, com uma vitória por 2 a 1, com golos de Maradona e do brasileiro Careca, e um empate por 3 a 3, derrotou o Stuttgart, da Alemanha, e conquistou seu primeiro e único título europeu. Nesse mesmo ano, a equipe foi vice-campeã da Copa da Itália, perdendo para o Sampdoria na final.
Em 1989/1990, o Napoli conquistou seu segundo título italiano. Um ano depois, o craque Maradona foi flagrado no exame antidoping por uso de cocaína e expulso do clube. Nessa época, o clube já sofria crise financeira. Depois, alternando resultados medianos com péssimas campanhas, o Napoli viveu um período conturbado. O clube chegou a ser rebaixado e voltou à Série A mais de uma vez.

### 2004 - atualmente: A falência e a volta
Em agosto de 2004, com uma dívida gigantesca, a equipe foi à falência e deixou de existir. Graças aos esforços do produtor cinematográfico Aurelio de Laurentiis, o clube ressurgiu, agora com um outro nome: Napoli Soccer. De Laurentiis não queria deixar a cidade de Nápoles sem um clube de futebol.
Apesar dos problemas, o clube permaneceu como um dos mais populares da Itália e quebrou o recorde de público da Série C/1, levando 51 mil torcedores a uma partida. Em maio de 2006, o nome do clube voltou a ser Società Sportiva Calcio Napoli.
O clube foi subindo a ladeira desde as divisões inferiores do futebol italiano até conseguir o acesso à Série A na temporada 2006/2007. Em 2007/2008, o Napoli figura pela primeira vez na primeira divisão desde 2001. Esta temporada também marca a estreia do clube reformado na elite.
Segundo pesquisa do Instituto Demos em 2012, a torcida do Napoli seria a quarta maior torcida italiana, com 13,2% da preferência dos italianos, cerca de 3,3 milhões de torcedores, sendo esta a maior torcida do sul da Itália.
Na temporada 2011-2012, o Napoli estando na fase de grupos da Liga dos Campeões junto com Bayern de Munique, Manchester City e Villarreal conseguiu se classificar em 2º lugar de seu grupo, com 11 pontos, atrás do Bayern, que fez 13.
O Napoli se classificou na última rodada da fase de grupos, vencendo o Villarreal por 2 a 0 na Espanha. O City fez sua parte vencendo o Bayern de Munique pelo mesmo placar, mas devido a vitória do Napoli terminou em 3º com 10 pontos. O Villarreal terminou em 4º, sem nenhum ponto somado.
Nas oitavas, o confronto era contra o Chelsea no San Paolo, e terminou com vitória por 3 a 1. Já o segundo jogo acabou 4 a 1, somado o resultado da prorrogação. Como consequência o Napoli foi eliminado da Liga dos Campeões.
Coroou o ano ao vencer por 2 a 0 na final da Copa da Itália a, até então invicta Juventus, conquistando seu quarto título desta competição.
Na Temporada 2013/2014, conquistou o quinto título da Copa da Itália, ao vencer a Fiorentina por 3 a 1.
Em 22 de dezembro de 2014, o Napoli venceu a segunda Supercopa da Itália da sua história, batendo a Juventus depois da prorrogação e decisão de pênaltis no Estádio Jassim Bin Hamad, em Doha, Qatar. 
Em 17 de junho de 2020, derrotou a Juventus na final da Copa da Itália e conquistou assim o seu 6° título da competição. A partida terminou com empate por 0 a 0 e o Napoli sagrou-se campeão nos pênaltis por 4-2.
Em 4 de Maio de 2023, fazendo uma das melhores campanhas de um campeão no campeonato italiano, Ficou com a taça da Série A, O Napoli conseguiu ficar 32 rodadas na liderança do campeonato italiano.
No dia 23 de maio de 2025, na vitória de 2 a 0 contra o Cagliari Calcio, o Napoli alcançou os 82 pontos e conquistou o Campeonato Italiano pela quarta vez na história.

## Títulos
| CONTINENTAIS | CONTINENTAIS                     | CONTINENTAIS | CONTINENTAIS                                          |
|              | Competição                       | Títulos      | Temporadas                                            |
| ------------ | -------------------------------- | ------------ | ----------------------------------------------------- |
|              | Liga Europa da UEFA              | 1            | 1988-89                                               |
| NACIONAIS    |                                  |              |                                                       |
|              | Competição                       | Títulos      | Temporadas                                            |
|              | Campeonato Italiano              | 4            | 1986-87, 1989-90, 2022-23 e 2024-25                   |
|              | Copa da Itália                   | 6            | 1961-62, 1975-76, 1986-87, 2011-12, 2013-14 e 2019-20 |
|              | Supercopa da Itália              | 2            | 1990 e 2014                                           |
|              | Campeonato Italiano - 2ª Divisão | 2            | 1945-46 e 1949-50                                     |
|              | Campeonato Italiano - 3ª Divisão | 1            | 2005-06                                               |
| TOTAL        |                                  |              |                                                       |
|              | Títulos oficiais                 | 16           | 1 Continental e 15 Nacionais                          |

 Campeão Invicto

### Outras conquistas no futebol
| Continentais Amistosos | Continentais Amistosos      | Continentais Amistosos | Continentais Amistosos |
|                        | Competição                  | Títulos                | Temporadas             |
| ---------------------- | --------------------------- | ---------------------- | ---------------------- |
|                        | Copa dos Alpes              | 1                      | 1966                   |
|                        | Copa da Liga Anglo-Italiana | 1                      | 1976                   |
|                        | Troféu Cidade de Palma      | 1                      | 2011                   |

## Elenco atual
Última atualização: 22 de julho de 2025.

## Estatísticas e recordes

### Mais partidas
Atualizado até 23 de maio de 2025.
| #  | País       | Nome                 | Período         | Jogos |
| -- | ---------- | -------------------- | --------------- | ----- |
| 1  | Eslováquia | Marek Hamšík         | 2007–2019       | 520   |
| 2  | Itália     | Giuseppe Bruscolotti | 1972–1988       | 511   |
| 3  | Itália     | Antonio Juliano      | 1962–1978       | 505   |
| 4  | Itália     | Lorenzo Insigne      | 2009, 2012–2022 | 434   |
| 5  | Bélgica    | Dries Mertens        | 2013–2022       | 397   |
| 6  | Itália     | Moreno Ferrario      | 1977–1988       | 396   |
| 7  | Polónia    | Piotr Zieliński      | 2016–2024       | 364   |
| 8  | Espanha    | José María Callejón  | 2013–2020       | 349   |
| 9  | Itália     | Ciro Ferrara         | 1984–1994       | 322   |
| 10 | Senegal    | Kalidou Koulibaly    | 2014–2022       | 317   |

### Maiores artilheiros
Atualizado até 23 de maio de 2025.
| #  | País                       | Nome             | Período         | Gols |
| -- | -------------------------- | ---------------- | --------------- | ---- |
| 1  | Bélgica                    | Dries Mertens    | 2013–2022       | 148  |
| 2  | Itália                     | Lorenzo Insigne  | 2009, 2012–2022 | 122  |
| 3  | Eslováquia                 | Marek Hamšík     | 2007–2019       | 121  |
| 4  | Argentina                  | Diego Maradona   | 1984–1991       | 115  |
| 5  | Paraguai · Reino de Itália | Attila Sallustro | 1926–1937       | 108  |
| 6  | Uruguai                    | Edinson Cavani   | 2010–2013       | 104  |
| 7  | Itália                     | Antonio Vojak    | 1929–1935       | 103  |
| 8  | Brasil · Itália            | Mazzola          | 1965–1972       | 97   |
| 9  | Brasil                     | Careca           | 1987–1993       | 95   |
| 10 | Argentina                  | Gonzalo Higuaín  | 2013–2016       | 91   |

## Números aposentados
10 –  Maradona, meia e atacante (1984-1991)

## Treinadores
Treinadores do Napoli de 1926 até a temporada atual.
| País                     | Nome                     | Período     |
| ------------------------ | ------------------------ | ----------- |
| Áustria                  | Antonio Kreutzer         | 1926 – 1927 |
| Hungria                  | Ferenc Molnár            | 1927 – 1928 |
| Itália Antiga            | Giovanni Terrile         | 1927 – 1928 |
| Áustria                  | Rolf Steiger             | 1927 – 1928 |
| Áustria                  | Otto Fischer             | 1928        |
| Reino de Itália          | Giovanni Terrile         | 1928 – 1929 |
| Inglaterra               | William Garbutt          | 1929 – 1935 |
| Hungria                  | Károly Csapkay           | 1935 - 1936 |
| Reino de Itália          | Angelo Mattea            | 1936 – 1938 |
| Hungria                  | Eugen Payer              | 1938 - 1939 |
| Reino de Itália          | Paolo Iodice             | 1938 – 1939 |
| Reino de Itália          | Adolfo Baloncieri        | 1939 – 1940 |
| Reino de Itália          | Antonio Vojak            | 1940 – 1943 |
| Brasil · Reino de Itália | Paolo Innocenti          | 1943        |
| Uruguai · Itália         | Raffaele Sansone         | 1945 - 1947 |
| Itália                   | Giovanni Vecchina        | 1947 – 1948 |
| Itália                   | Arnaldo Sentimenti       | 1948        |
| Itália                   | Felice Borel             | 1948 - 1949 |
| Itália                   | Luigi De Manes           | 1949(int.)  |
| Itália                   | Vittorio Mosele          | 1949        |
| Itália                   | Eraldo Monzeglio         | 1949 – 1956 |
| Itália                   | Amedeo Amadei            | 1956 - 1959 |
| Itália                   | Annibale Frossi          | 1959        |
| Itália                   | Amedeo Amadei            | 1959 - 1961 |
| Paraguai · Itália        | Attila Sallustro         | 1961        |
| Itália                   | Fioravante Baldi         | 1961 - 1962 |
| Argentina · Itália       | Bruno Pesaola            | 1962 - 1963 |
| Itália                   | Eraldo Monzeglio         | 1962 – 1963 |
| Itália                   | Roberto Lerici           | 1963 - 1964 |
| Itália                   | Giovanni Molino          | 1964        |
| Argentina · Itália       | Bruno Pesaola            | 1964 - 1968 |
| Itália                   | Giuseppe Chiappella      | 1968 - 1969 |
| Itália                   | Edigidio Di Costanzo     | 1969        |
| Itália                   | Giuseppe Chiappella      | 1969 - 1973 |
| Brasil                   | Luís Vinício             | 1973 – 1976 |
| Itália                   | Alberto Del Frati        | 1976        |
| Itália                   | Rosario Rivellino        | 1976        |
| Argentina · Itália       | Bruno Pesaola            | 1976 - 1977 |
| Itália                   | Gianni Di Marzio         | 1977 - 1978 |
| Brasil                   | Luís Vinício             | 1978 – 1980 |
| Brasil · Itália          | Angelo Benedicto Sormani | 1980        |
| Itália                   | Rino Marchesi            | 1980 – 1982 |
| Itália                   | Massimo Giacomini        | 1982        |
| Itália                   | Gennaro Rambone          | 1982 – 1983 |
| Argentina · Itália       | Bruno Pesaola            | 1982 - 1983 |

| País            | Nome                | Período     |
| --------------- | ------------------- | ----------- |
| Itália          | Piero Santin        | 1983 – 1984 |
| Itália          | Rino Marchesi       | 1984 – 1985 |
| Itália          | Ottavio Bianchi     | 1985 - 1989 |
| Itália          | Alberto Bigon       | 1989 - 1991 |
| Itália          | Claudio Ranieri     | 1991 – 1992 |
| Itália          | Ottavio Bianchi     | 1992 - 1993 |
| Itália          | Marcello Lippi      | 1993 – 1994 |
| Itália          | Vincenzo Guerini    | 1994        |
| Jugoslávia      | Vujadin Boškov      | 1994 – 1996 |
| Itália          | Luigi Simoni        | 1996 - 1997 |
| Itália          | Vicenzo Montefusco  | 1997        |
| Itália          | Bortolo Mutti       | 1997        |
| Itália          | Carlo Mazzone       | 1997        |
| Itália          | Giovanni Galeone    | 1997 - 1998 |
| Itália          | Vincenzo Montefusco | 1998        |
| Itália          | Renzo Ulivieri      | 1998 - 1999 |
| Itália          | Vincenzo Montefusco | 1999        |
| Itália          | Walter Novellino    | 1999 - 2000 |
| República Checa | Zdeněk Zeman        | 2000        |
| Itália          | Emiliano Mondonico  | 2000 - 2001 |
| Itália          | Luigi De Canio      | 2001 - 2002 |
| Itália          | Franco Colomba      | 2002        |
| Itália          | Sergio Buso         | 2002(int.)  |
| Itália          | Franco Scoglio      | 2002 - 2003 |
| Itália          | Franco Colomba      | 2003        |
| Itália          | Andrea Agostinelli  | 2003        |
| Itália          | Giampiero Ventura   | 2004 - 2005 |
| Itália          | Edoardo Reja        | 2005 - 2009 |
| Itália          | Roberto Donadoni    | 2009        |
| Itália          | Walter Mazzarri     | 2009 - 2013 |
| Espanha         | Rafa Benítez        | 2013 - 2015 |
| Itália          | Maurizio Sarri      | 2015 - 2018 |
| Itália          | Carlo Ancelotti     | 2018 - 2019 |
| Itália          | Gennaro Gattuso     | 2019 - 2021 |
| Itália          | Luciano Spalletti   | 2021 - 2023 |
| França          | Rudi Garcia         | 2023        |
| Itália          | Walter Mazzarri     | 2023 - 2024 |
| Itália          | Francesco Calzona   | 2024(int.)  |
| Itália          | Antonio Conte       | 2024 -      |

Legenda:

(int.) Treinadores interinos.

## Uniformes

### Uniformes atuais
| 1º Uniforme | 2º Uniforme | 3º Uniforme |  | 1º Uniforme Europa |

### Uniformes dos goleiros
- Naval.
- Verde.

| Cores do Time · Cores do Time · Cores do Time · Cores do Time · Cores do Time | Cores do Time · Cores do Time · Cores do Time · Cores do Time · Cores do Time |

### Uniformes anteriores
- 2018-19

| 1º Uniforme | 2º Uniforme | 3º Uniforme |  | 1º Uniforme Europa | 2º Uniforme Europa |  | Combinação 1 Europa |

- 2017-18

| 1º Uniforme | 2º Uniforme | 3º Uniforme | 4º Uniforme | Combinação 1 |

- 2016-17

| 1º Uniforme | 2º Uniforme | 3º Uniforme | 4º Uniforme | Combinação 4 |

- 2015-16

| 1º Uniforme | 2º Uniforme | 3º Uniforme |

- 2014-15

| 1º Uniforme | 2º Uniforme | 3º Uniforme |  |

- 2013-14

| 1º Uniforme | 2º Uniforme | 3º Uniforme |  |

- 2012-13

| Primeiro | Segundo | Terceiro |  |

- 2011-12

| Primeiro | Segundo | Terceiro |  |

- 2010-11

| Primeiro | Segundo | Terceiro |

### Material esportivo e patrocinadores
| Período   | Material Esportivo | Patrocinador Master                                                |
| --------- | ------------------ | ------------------------------------------------------------------ |
| 1978–80   | Puma               | None                                                               |
| 1980–81   | NR                 | None                                                               |
| 1981–82   | NR                 | Snaidero                                                           |
| 1982–83   | NR                 | Cirio                                                              |
| 1983–84   | NR                 | Latte Berna                                                        |
| 1984–85   | Linea Time         | Cirio                                                              |
| 1985–88   | NR                 | Buitoni                                                            |
| 1988–91   | NR                 | Mars                                                               |
| 1991–94   | Umbro              | Voiello                                                            |
| 1994–96   | Lotto              | Record Cucine                                                      |
| 1996–97   | Lotto              | Centrale del Latte di Napoli                                       |
| 1997–99   | Nike               | Polenghi                                                           |
| 1999–00   | Nike               | Peroni                                                             |
| 2000–03   | Diadora            | Peroni                                                             |
| 2003–04   | Legea              | Russo di Cicciano                                                  |
| 2004–06   | Kappa              | Sky Captain / Christmas in Love / Manuale d'amore / Mandi          |
| 2005–06   | Kappa              | Lete                                                               |
| 2006–09   | Diadora            | Lete                                                               |
| 2009–2011 | Macron             | Lete                                                               |
| 2011–2015 | Macron             | Lete / MSC Garofalo (Champions League and Europa League Lete only) |
| 2015-     | Kappa              | Lete / Pasta Garofalo                                              |

## Presidentes
Presidentes do Napoli desde de 1927 até a atual temporada.
| Nome              | Período |
| ----------------- | ------- |
| Giorgio Ascarelli | 1926–27 |
| Gustavo Zinzaro   | 1927–28 |
| Giovanni Maresca  | 1928–29 |
| Giorgio Ascarelli | 1929–30 |
| Giovanni Maresca  | 1930–31 |
| Eugenio Coppola   | 1931-32 |
| Vincenzo Savarese | 1932–36 |
| Achille Lauro     | 1936–40 |
| Gaetano Del Pezzo | 1940    |
| Tommaso Leonetti  | 1940–41 |
| Luigi Piscitelli  | 1941–43 |
| Annibale Fienga   | 1943–45 |
| Vincenzo Savarese | 1945–46 |
| Pasquale Russo    | 1946–48 |
| Egidio Musollino  | 1948–51 |
| Alfonso Cuomo     | 1951–52 |
| Achille Lauro     | 1952–54 |
| Alfonso Cuomo     | 1954–63 |
| Luigi Scuotto     | 1963–64 |

| Nome                               | Período |
| ---------------------------------- | ------- |
| Roberto Fiore                      | 1964–67 |
| Gioacchino Lauro                   | 1967–68 |
| Antonio Corcione                   | 1968–69 |
| Corrado Ferlaino                   | 1969–71 |
| Ettore Sacchi                      | 1971–72 |
| Corrado Ferlaino                   | 1972–83 |
| Marino Brancaccio                  | 1983    |
| Corrado Ferlaino                   | 1983–93 |
| Ellenio F. Gallo                   | 1993–95 |
| Vincenzo Schiano di Colella (hon.) | 1995–96 |
| Gian Marco Innocenti (hon.)        | 1997–98 |
| Federico Scalingi (hon.)           | 1999–00 |
| Giorgio Corbelli                   | 2000    |
| Salvatore Naldi                    | 2002–04 |
| Aurelio De Laurentiis              | 2004–   |

Legenda:

(hon.) Presidentes honorários.